# همت‌آباد چاه زهرا بالا
همت‌آباد چاه زهرا بالا یک روستا در ایران است که در بخش مرکزی شهرستان سیرجان واقع شده‌است. همت‌آباد چاه زهرا بالا ۱۸ نفر جمعیت دارد.